# Талапты (Жетысуская область)
Талапты (каз. Талапты, до 199? г. — Жаршапкан) — село в Коксуском районе Жетысуской области Казахстана. Входит в состав Лабасинского сельского округа. Находится на реке Коксу. Код КАТО — 194847400.

## Население
В 1999 году население села составляло 1255 человек (631 мужчина и 624 женщины). По данным переписи 2009 года, в селе проживало 1488 человек (744 мужчины и 744 женщины).